# Óbudai-sziget
Az Óbudai-sziget, más néven Hajógyári-sziget a Duna egyik szigete Budapest III. kerületének közigazgatási területén. Óbudaisziget formában (azaz egy szóba írva) Budapest egyik városrésze is. Kedvelt kirándulóhely, ám nagyobb ismertségre nem ezért, hanem az itt 1993 óta minden évben megrendezett Sziget Fesztivál miatt tett szert.

## Fekvése
A Duna hordalékából létrejött sziget az óbudai part mentén, az 1651. és az 1654. folyamkilométer között fekszik. Területe 108 hektár, hossza 2750 m, legnagyobb szélessége az 1653-as folyamkilométer vonalában 500–500 m. Óbudától 70–80 m széles Duna-ág választja el, déli végén áthalad az Árpád híd. Eredetileg zátonysziget volt és két közeli részből állt. A vízügyi szempontból hullámtérbe sorolt szigetet két oldalról megerősített nyári gátak védik, a nagyobb árvizek alkalmanként elöntik.

### Megközelítése
Nyugati oldalán a Hajógyári híd és a K-híd köti össze Óbudával, ez utóbbin közlekedik április végétől október közepéig, hétvégente a BKV Zrt. 226-os jelzésű autóbuszjárata, aminek a végállomása a sziget belsejében található.

#### A Sziget Fesztivál idején
A Sziget Fesztivál ideje alatt a szigetet a 226-os busz nem tudja megközelíteni. A BKV Zrt. a fesztivál első napjaiban kizárólag a Liszt Ferenc nemzetközi repülőtér 2-es termináljától a fesztiválhoz, majd a fesztivál utáni első napon a repülőtér felé SZIGET jelzéssel expresszjáratot üzemeltet, ami igénybe vehető a Sziget Budapest CITYPASS karszalaggal is.

## Nevének eredete

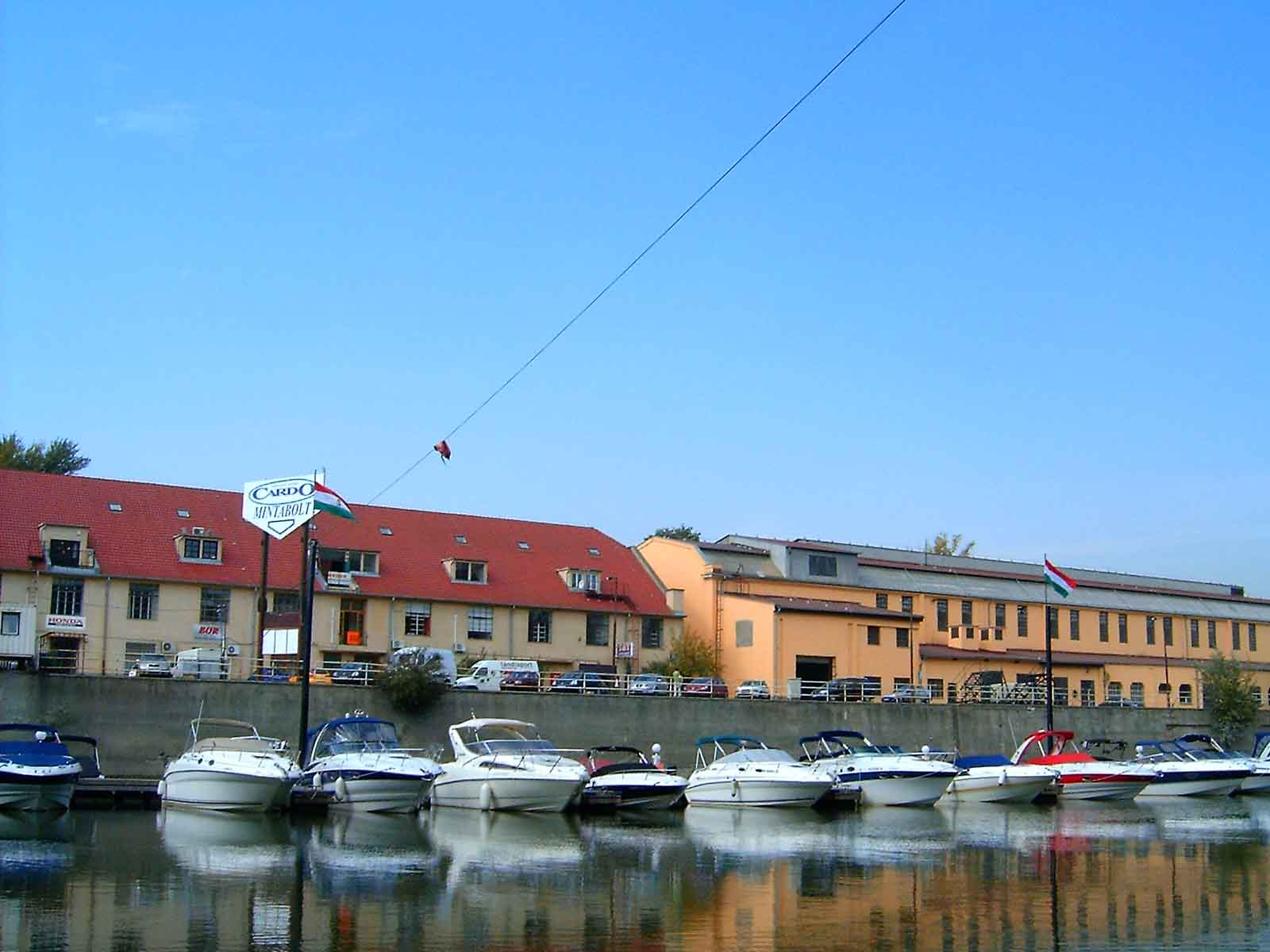
Az egykori Óbudai Hajógyár épületei jelenleg irodaként, raktárként, illetve jachtklubként üzemelnek

Az 1900-as évek környékén Nagy-szigetnek hívták. Később (máig is) Hajógyári-sziget néven is emlegetik, mert déli végében működött egykor az Óbudai Hajógyár. Ennek épületeibe az ipari tevékenység megszűnése után különböző cégek költöztek. A sziget kikötőjében működik a Magyar Yacht Klub. A volt hajógyár területén találták meg Hadrianus aquincumi római helytartó, a későbbi császár palotájának maradványait, amely még feltárásra és bemutatásra vár.

## Kultúra
1993 óta minden év augusztusában itt rendezik meg a Sziget Fesztivált, amely mára Európa egyik legnagyobb könnyűzenei rendezvényévé nőtte ki magát. A koncertekkel, fesztiválokkal, futóversenyekkel járó tömeges terhelés nem kedvez a sziget növény- és állatvilágának.
A sziget déli részét, mintegy 30 hektáros területet a kormány a Petőfi Irodalmi Múzeumnak (PIM) ajándékozta a szemben lévő Zichy-kastéllyal együtt. Ezen a területen található Hadrianus palotájának romja is. Demeter Szilárd (a PIM vezetője) itt tervez 2026-ra megvalósítani egy popkulturális-összművészeti központot, benne 3000 fős rendezvényhelyszínt, kiállítóteremmel, Rockmúzeummal, próbatermekkel, közösségi terekkel, amelyet megosztanának a társművészetekkel is , valamint ide tervezik átköltöztetni az A38 rendezvényhajót is, kb. 23 milliárd forintból. Bár elvileg a Sziget Fesztivál területét ez a terv nem érinti, Demeter mégis úgy nyilatkozott: az „nagyon könnyen megszűnhet, ha mi […] úgy döntünk. […] Onnantól kezdve nemhogy Sziget Fesztivál, hanem semmilyen fesztivál nincs a Hajógyári-szigeten”, hozzátéve, hogy nekik nem érdekük, hogy a fesztivál amerikai tulajdonosa megrendezze a fesztivált, bár egyelőre nem tervezik azt megakadályozni, de évenként kötnek rá majd együttműködési szerződést.

## Élővilága
A sziget legnagyobb része ma pihenőpark, ahol díszcserjéket, virágokat láthatunk. A sziget északi csúcsa a környék legismertebb vízimadár-vonulási „megállója”.

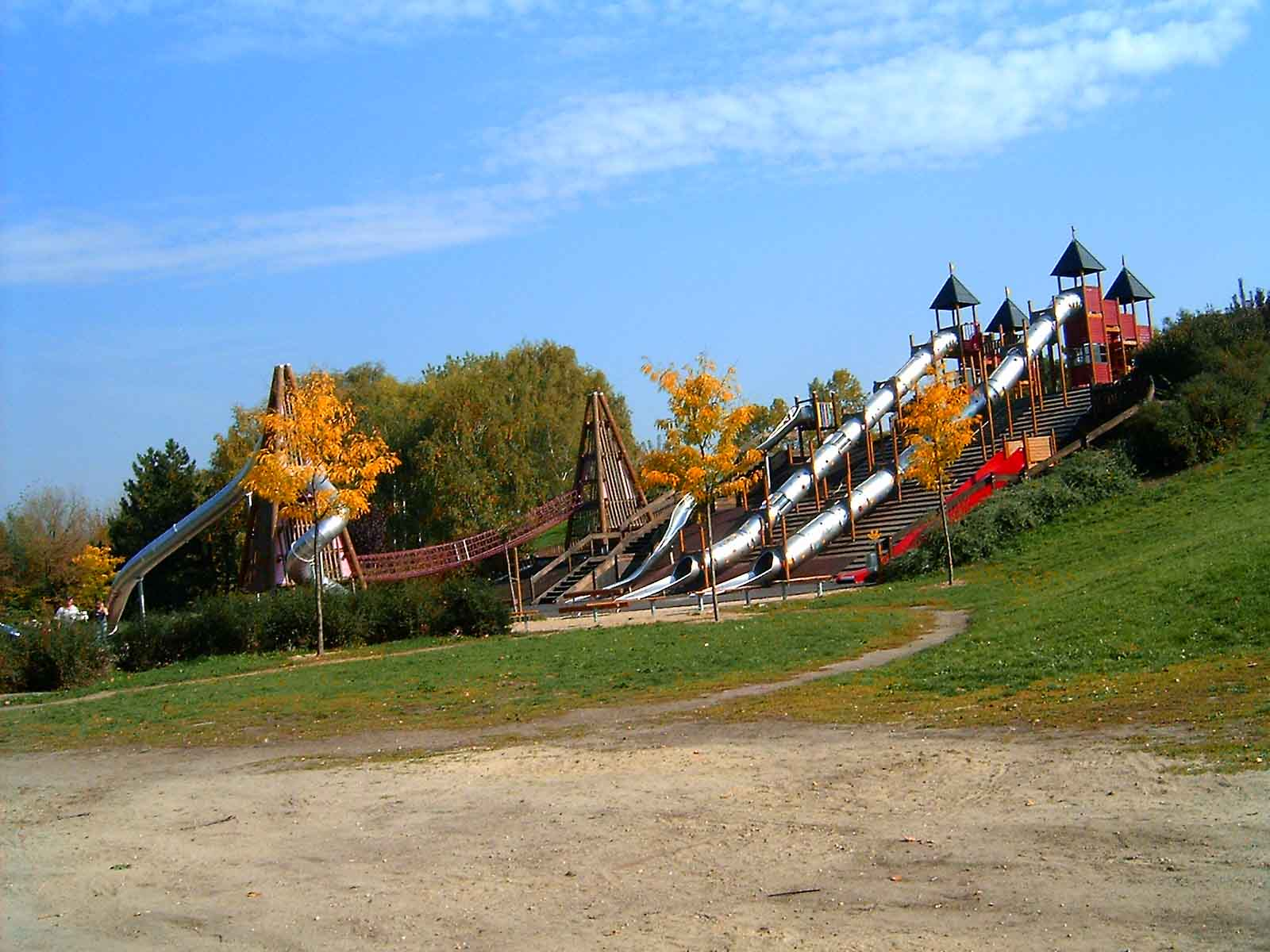
A „ródlidomb”

Többé-kevésbé eredeti állapotában csak a sziget nyugati parti sávján végighúzódó, mintegy 1,5 km hosszú puhafás ártéri ligeterdő (fehérnyárliget, Salicetum albae-fragilis) maradt fent. A ligeterdő állapotát 1994-ben mérték fel. A fák között matuzsálemi korú, 200 éves fehér fűzek, fekete nyárak és szilfák is akadnak. Ugyancsak figyelmet érdemelnek az idős parti szőlőegyedek, valamint az öreg mezei szilfák. Az ősfajok száma kevés. A jelentős fajcsere ellenére a sziget többi része is emlékeztet a hajdani árterületekre. Az erdő teljes területe 15,3 ha.
A betelepített fajok közül a két legjelentősebb a platán és a vadgesztenye. Közülük a legidősebbek ugyancsak közel kétszáz évesek, és az évszázadok alatt az eredeti fajokkal vegyülve (több helyen túlsúlyra jutva) szép és növényföldrajzilag is érdekes galériaerdővé integrálódtak. Ennek karakterfajai tehát:
- a platán (Platanus  x acerifolia),
- a vadgesztenye (Aesculus hippocastanum),
- az ezüstjuhar (Acer saccharinum),
- a nyárfa (Populus alba, P. nigra) és
- a fehér fűz (Salix alba).

Friss telepítések egyes épületek előkertjei tájidegen növényekkel (például pálmafákkal) és a golfpálya pázsitja. Az üzemi területeken a szabad földfelület kevés; a fáknak alig van tányérja, de a hiányzó csapadékot a magas talajvíz bőségesen pótolja. A parton a galériaerdő messze túlnyúlik a szokásos árvízszinten — olyannyira, hogy egyes fák gyakorlatilag állandóan a vízben állnak.
A sziget a madarak számára nemcsak vonulási állomás, hanem jó néhány faj, köztük a jégmadár, vörös vércse, zöld küllő, gébics, dolmányos varjú, tőkés réce, örvös galamb költőhelye is. A sziget ezért kedvelt madármegfigyelő hely.
A rovarok közül megtalálható itt többek között a pézsmacincér, a diófacincér és a feketesárga pattanóbogár is.
A sziget 2010-es évek óta tervezett funkcióváltása a növény- és állatvilágot egyaránt súlyosan veszélyezteti. A sziget két oldalán végigfutó galériaerdőt 2021-ben a Fővárosi Közgyűlés helyi jelentőségű természetvédelmi területté nyilvánította.